# Elif Doğan Türkmen
Pour les articles homonymes, voir Türkmen.
Elif Doğan Türkmen, née le 1er janvier 1962 à Adana, est une avocate femme politique turque, membre du Parti républicain du peuple. Elle est députée de la circonscription d'Adana à la Grande Assemblée nationale de Turquie depuis le 7 juin 2015.

## Biographie
Türkmen fait ses études primaires et secondaires à Adana. Elle obtient ensuite un diplôme à la faculté de droit de l'université d'Ankara puis devient avocate à Adana en 1986. Elle est originaire d'une famille de tendance sociale-démocrate. Elle rejoint d'abord le Parti de la social-démocratie (en) (SODEP), puis fonde la branche féminine du Parti populiste social-démocrate (en) (SHP). Après la dissolution de ces deux partis, Türkmen devient membre du Parti républicain du peuple (CHP). Elle est impliquée dans plusieurs projets d'aides aux femmes et au développement à Adana, dont certains soutenus par l'Union européenne.
Türkmen est mariée et a un enfant. Elle est élue à la Grande Assemblée nationale de Turquie dans la circonscription d'Adana aux élections législatives de juin 2015. Durant la période de campagne électorale, Türkmen est blessée par balle par un de ses clients. Cette attaque est décrite comme une intimidation volontaire et non comme une tentative d'assassinat.
Türkmen est réélue députée aux élections anticipées de novembre 2015.